# داگلاس او-۳۱
داگلاس او-۳۱ (به انگلیسی: Douglas O-31) یک هواپیمای ساختِ کارخانهٔ شرکت هواپیماسازی داگلاس در کشور ایالات متحده آمریکا است که در سال ۱۹۳۰-۱۹۳۳ ساخته شد. نخستین استفاده‌کنندهٔ این هواپیما تفنگداران هوایی ارتش ایالات متحده آمریکا بوده‌است. 